# 史蒂夫·汉密尔顿 (作家)
史蒂夫·汉密尔顿（Steve Hamilton）是一位美国侦探小说作家。他1961年1月10日出生于底特律。1983年毕业于密歇根大学。

## 作品
汉密尔顿的小说曾多次获奖。他的第一本书《天堂寒日》(A Cold Day in Paradise)即获爱伦坡最佳新人奖。
2010年的小说《天才锁匠》（The Lock Artist）又获得爱伦·坡最佳小说奖、鐵匕首獎。

## 个人生活
汉密尔顿现同妻子和两个孩子居住在纽约上州。他现在在IBM工作，业余时间写作。 